# Visby (Schiff)
Die Visby ist ein 2018 als Visborg gebautes RoPax-Schiff. Das Schiff wird seit März 2019 von der schwedischen Reederei Destination Gotland zwischen dem schwedischen Festland und der Insel Gotland eingesetzt. Benannt ist das Schiff nach einer Festung in Visby.

## Allgemeines
Das Schiff wurde am 23. Juni 2014 bei der Guangzhou Shipyard International (GSI) im chinesischen Guangzhou in Auftrag gegeben und sollte ursprünglich 2017 abgeliefert werden. Die Ablieferung wurde wegen Verzögerungen bei der Fertigstellung mehrfach verschoben. Die Schiffstaufe erfolgte am 8. Dezember 2018 in Nanshan und die Ablieferung an die Reederei am 14. Dezember 2018. Die Überführungsfahrt nach Schweden führte die Visborg über Hongkong, Singapur, Durban und die Kanaren zur Öresundsvarvet in Landskrona, wo das Schiff am 23. Januar 2019 eintraf. 
Seit dem 28. März 2019 wird die das Schiff zwischen dem Heimathafen Visby und den Festlandshäfen Nynäshamn und Oskarshamn eingesetzt. 2021 wurde es in Visby umbenannt.

## Antrieb
Der Antrieb besteht aus vier Wärtsilä-Motoren des Typs 12V50DF dual-fuel, die sowohl mit Dieselkraftstoff als auch mit flüssigem Erdgas (LNG) betrieben werden können. Sie wirken mit jeweils 11.700 kW auf zwei Verstellpropeller und verleihen dem Schiff eine Geschwindigkeit bis zu 28,5 Knoten.